# Quito Fest
El Quito Fest és un festival de música anual i gratuït. Té lloc a Quito, Equador . Bandes equatorianes i internacionals participen al festival. Durant els primers anys, va tenir lloc al Parc La Carolina, però des del 2005 té lloc al Parc Itchimbía ja que l'assistència és més gran cada any. El 2008, 80.000 persones van assistir a l'esdeveniment.
Són diversos dies de concerts a l'aire lliure on s'interpreten diversos gèneres musicals com: Rock, Hip-hop, Ska, Heavy metall, Hardcore, Punk, Reggae. És un festival lliure d'alcohol i drogues.

## Història
La història de Quitofest comença l'any 2003, ja que la capital equatoriana no tenia un festival propi és així que el municipi i el Ministeri d'Educació i Cultura llancen el primer Quitofest al Parc La Carolina al nord de la ciutat. També l'hi va crear amb la idea de donar un repertori més ampli de distracció a les festes de la cabdal equatoriana. Des de l'any 2005 el Quitofest va començar a presentar-se al Parc Itchimbia, actualment, i des de l'any 2013, va començar a presentar-se al nou Parc Bicentenario situat en l'antic aeroport de Quito.
La joventut de Quito va respondre de manera massiva al Quitofest i cada any guanya més renom en l'àmbit nacional i internacional en comptar amb bandes de l'Argentina, Xile, Colòmbia, Brasil, Veneçuela, Mèxic, Estats Units, Panamà, França entre altres països.
La Fundació Música Jove és l'organitzadora d'aquest esdeveniment.